# Società Polisportiva Tre Penne
O Società Polisportiva Tre Penne é um clube de futebol de Serravalle, principal castelli (localidade) de San Marino. Além disso, o Tre Penne foi o único time de San Marino a vencer uma partida europeia oficial. Essa vitória aconteceu na 1ª eliminatória da Liga dos Campeões da UEFA de 2013-14 contra o Shirak FC pelo placar de 1 a 0. 